# Great Balls of Fire
"Great Balls of Fire" is een nummer van de Amerikaanse artiest Jerry Lee Lewis. Het nummer verscheen in de film Jamboree uit 1957. Op 11 november van dat jaar werd het tevens uitgebracht als single.

## Achtergrond
"Great Balls of Fire" is geschreven door Otis Blackwell en Jack Hammer en geproduceerd door Sam Phillips. Het kwam voor in de film Jamboree, waarin Lewis zichzelf speelde. Ook andere rock-'n-rollartiesten, waaronder Carl Perkins, Fats Domino en Buddy Knox, en presentator Dick Clark speelden zichzelf in deze film. Lewis nam het nummer op 8 oktober 1957 op in de Sun Studio. Hij bespeelde zelf de piano, met Sidney Stokes als basgitarist en Larry Linn als drummer. Lewis kende deze sessiemuzikanten niet al te goed, en hij heeft ze na de opname nooit meer gezien.
"Great Balls of Fire" werd op 11 november 1957 uitgebracht als single en werd een grote hit. In de Verenigde Staten behaalde het de tweede plaats in de Billboard Hot 100, de derde plaats in de R&B-lijsten en de eerste plaats in de countrylijsten. De single ging binnen tien dagen een miljoen keer over de toonbank, waarmee het destijds een van de best verkopende Amerikaanse singles was. In de UK Singles Chart werd het een nummer 1-hit, terwijl in de voorloper van de Vlaamse Ultratop 50 de zestiende plaats werd gehaald. In 1989 werd een nieuwe versie van het nummer een hit, nadat Lewis een aantal van zijn bekendste nummers opnieuw opnam voor zijn biografische film Great Balls of Fire! Deze versie behaalde in Nederland plaats 27 in de Top 40 en plaats 30 in de Nationale Hitparade Top 100. In 2010 zette het tijdschrift Rolling Stone het nummer op plaats 96 in hun lijst The 500 Greatest Songs of All Time.

## Hitnoteringen

### Nederlandse Top 40
| Hitnotering: 23-09-1989 t/m 04-11-1989 | Hitnotering: 23-09-1989 t/m 04-11-1989 | Hitnotering: 23-09-1989 t/m 04-11-1989 | Hitnotering: 23-09-1989 t/m 04-11-1989 | Hitnotering: 23-09-1989 t/m 04-11-1989 | Hitnotering: 23-09-1989 t/m 04-11-1989 | Hitnotering: 23-09-1989 t/m 04-11-1989 | Hitnotering: 23-09-1989 t/m 04-11-1989 | Hitnotering: 23-09-1989 t/m 04-11-1989 |
| Week                                   | 1                                      | 2                                      | 3                                      | 4                                      | 5                                      | 6                                      | 7                                      |                                        |
| -------------------------------------- | -------------------------------------- | -------------------------------------- | -------------------------------------- | -------------------------------------- | -------------------------------------- | -------------------------------------- | -------------------------------------- | -------------------------------------- |
| Positie                                | 32                                     | 29                                     | 27                                     | 33                                     | 37                                     | 37                                     | 40                                     | uit                                    |

### Nationale Hitparade Top 100
| Hitnotering: 09-09-1989 t/m 11-11-1989 | Hitnotering: 09-09-1989 t/m 11-11-1989 | Hitnotering: 09-09-1989 t/m 11-11-1989 | Hitnotering: 09-09-1989 t/m 11-11-1989 | Hitnotering: 09-09-1989 t/m 11-11-1989 | Hitnotering: 09-09-1989 t/m 11-11-1989 | Hitnotering: 09-09-1989 t/m 11-11-1989 | Hitnotering: 09-09-1989 t/m 11-11-1989 | Hitnotering: 09-09-1989 t/m 11-11-1989 | Hitnotering: 09-09-1989 t/m 11-11-1989 | Hitnotering: 09-09-1989 t/m 11-11-1989 | Hitnotering: 09-09-1989 t/m 11-11-1989 |
| Week                                   | 1                                      | 2                                      | 3                                      | 4                                      | 5                                      | 6                                      | 7                                      | 8                                      | 9                                      | 10                                     |                                        |
| -------------------------------------- | -------------------------------------- | -------------------------------------- | -------------------------------------- | -------------------------------------- | -------------------------------------- | -------------------------------------- | -------------------------------------- | -------------------------------------- | -------------------------------------- | -------------------------------------- | -------------------------------------- |
| Positie                                | 90                                     | 71                                     | 49                                     | 32                                     | 30                                     | 37                                     | 42                                     | 47                                     | 56                                     | 76                                     | uit                                    |

### NPO Radio 2 Top 2000
| Nummer met noteringen in de NPO Radio 2 Top 2000 | '99 | '00  | '01  | '02  | '03  | '04  | '05  | '06  | '07  | '08  | '09  | '10  | '11  | '12  | '13  | '14-'21 | '22  |
| ------------------------------------------------ | --- | ---- | ---- | ---- | ---- | ---- | ---- | ---- | ---- | ---- | ---- | ---- | ---- | ---- | ---- | ------- | ---- |
| Great Balls of Fire                              | 835 | 1210 | 1607 | 1527 | 1196 | 1346 | 1488 | 1513 | 1600 | 1449 | 1858 | 1751 | 1962 | 1810 | 1822 | -       | 1393 |

1. ↑  Een '-' betekent dat het nummer niet was genoteerd en een vetgedrukt getal geeft de hoogste notering aan.
2. ↑  Deze tabel is bijgewerkt tot en met de laatste editie (2024).